# Christoph Prochnow
Christoph Prochnow (* 18. März 1942 in Berlin) ist ein deutscher Autor und Dramaturg.

## Werdegang
Aufgewachsen in Ostberlin, bewarb sich Prochnow nach dem Abitur 1960 an der Filmhochschule der DDR in Potsdam-Babelsberg. Bis zur Aufnahmeprüfung absolvierte er eine Facharbeiterlehre zum Elektromechaniker in den Elektro-Apparate-Werken Berlin Treptow „Friedrich Ebert“ und begann dann 1962 ein vierjähriges Dramaturgiestudium an der Filmhochschule. Dem schloss sich eine einjährige Regieassistenz im DEFA-Studio für Spielfilme an.
1967 bis 1970 arbeitete Prochnow als Filmredakteur im Progress Film-Verleih, kehrte danach in das DEFA-Spielfilmstudio zurück. Dort hatte er sich als wissenschaftlicher Mitarbeiter des Lektorats mit Filmproduktionen der DEFA, aber auch allgemeineren filmwissenschaftlichen Fragestellungen zu beschäftigen. Einiges davon wurde in der Schriftenreihe „Aus Theorie und Praxis des Films“ der Betriebsakademie veröffentlicht. Zudem erschienen zwischen 1965 und 1983 weitere filmwissenschaftliche und -kritische Publikationen in Fachzeitschriften, Periodika und Sammelbänden der DDR.
1986 wechselte Prochnow innerhalb des Spielfilmstudios als Dramaturg in die Gruppe Babelsberg, wo er verschiedene Filmstoffe entwickelte und betreute, von denen drei noch vor dem Ende der DEFA realisiert werden konnten (Treffen in Travers 1989, Ein brauchbarer Mann 1989, Die Architekten 1990), ein vierter als Fernsehfilm (TRUTZ 1991).
Von 1995 bis 1999 arbeitete Prochnow als Dramaturg und Lektor für die Saxonia media und war dort vorrangig für die Reihen Tatort und Polizeiruf zuständig.
Neben seiner Tätigkeit für die DEFA hatte Prochnow schon im Jahr 1971 mit dem Schreiben von Hörspielen begonnen, vor allem nach epischen Vorlagen. Nach dem Jahr 2000 war er auch für Deutschlandradio Kultur als Hörspielautor tätig.

## Veröffentlichungen: (Auswahl)
Hörspiele:
- 1971 Die Gänse von Bützow (nach Wilhelm Raabe)
- 1972 Merkwürdiges Beispiel einer weiblichen Rache (nach Denis Diderot)
- 1974 Seine letzte Rolle
- 1978 Die Freiherren von Gemperlein (nach Marie von Ebner-Eschenbach)
- 1979 Secondeleutnant Saber (nach Juri Tynjanow)
- 1979 Partnerinnen (nach Elfriede Brüning)
- 1980 Mein Onkel Benjamin (nach Claude Tillier)
- 1984 Die Reisebegegnung (nach Anna Seghers)
- 2006 Der Amokläufer (nach Stefan Zweig)
- 2007 Hoffmanns Rache
- 2008 Mord im Kopf
- 2008 Todesphantasie
- 2009 Der Schatten des Meisters (nach Marc Buhl)
- 2010 Der letzte Schritt
- 2011 Der Zahn des Voltaire
- 2013 Zolas Schornstein
- 2015 Der Schlachtenmaler (nach Arturo Perez-Reverte) für NDR
- 2015 Van Goghs Schweigen
- 2017 Das Ende von Laura und Paul

Belletristik
- Russische Rochade. Novelle, ISBN 978-3-7103-2853-4.

Rezensionen (Auswahl)
- zu Mord im Kopf: Ende der Loyalität von Stefan Fischer in Süddeutsche Zeitung vom 18. August 2008.
- zu Hoffmanns Rache: Der Schädel des Dichters von Ernst Corinth in Hannoversche Allgemeine vom 16. Juni 2007.
- zu Der Schlachtenmaler: Ein Lauschgenuss von Andreas Matzdorf in Medienkorrespondenz vom 26. Juni 2015.
- zu Van Goghs Schweigen: Gespitzte Ohren von Rafik Will in Medienkorrespondenz vom 30. Oktober 2015.